# Melvin Grootfaam
Melvin Grootfaam (Amsterdam, 20 augustus 1990) is een Nederlands voetballer die doorgaans speelt als aanvaller. In juli 2024 verruilde hij AMVJ voor DWS.

## Clubcarrière
Grootfaam speelde in de jeugd van DWS en verkaste in de zomer van 2011 naar Telstar, nadat hij die club had weten te overtuigen in een reeks oefenwedstrijden. Hier maakte hij zijn professionele debuut op 5 augustus 2011, toen in de Eerste divisie met 1–0 werd verloren van Go Ahead Eagles door een doelpunt van Joep van den Ouweland. Grootfaam moest van coach Jan Poortvliet op de reservebank beginnen en in de eenenzeventigste minuut mocht hij invallen voor Andrzej Ornoch. De aanvaller kwam in twee seizoenen Telstar tot veertien competitiewedstrijden, waarin hij niet tot scoren kwam. In de zomer van 2013 stapte hij over naar FC Chabab, uitkomend in de Derde divisie. Bij deze club kwam hij een bekende tegen; Alami Ahannach, coach van FC Chabab, was ook assistent-trainer bij Telstar. Bij Chabab wist Grootfaam zeven doelpunten te maken in zevenentwintig competitiewedstrijden. Na één jaar trok competitiegenoot AFC de aanvaller aan. Met deze club promoveerde Grootfaam in de zomer van 2016 naar de Tweede divisie. Medio 2022 stapte hij over naar AMVJ. Twee jaar later nam DWS hem over.

## Clubstatistieken
| Seizoen | Club      | Competitie     | Competitie | Competitie | Beker | Beker | Internationaal | Internationaal | Totaal | Totaal |
| Seizoen | Club      | Competitie     | Wed.       | Dlp.       | Wed.  | Dlp.  | Wed.           | Dlp.           | Wed.   | Dlp.   |
| ------- | --------- | -------------- | ---------- | ---------- | ----- | ----- | -------------- | -------------- | ------ | ------ |
| 2012/13 | Telstar   | Eerste divisie | 6          | 0          | 1     | 0     | —              | —              | 7      | 0      |
| 2012/13 | Telstar   | Eerste divisie | 8          | 0          | 0     | 0     | —              | —              | 8      | 0      |
| 2013/14 | FC Chabab | Derde divisie  | 27         | 7          | 1     | 0     | —              | —              | 28     | 7      |
| 2014/15 | AFC       | Derde divisie  | 21         | 1          | 1     | 0     | —              | —              | 22     | 1      |
| 2015/16 | AFC       | Derde divisie  | 24         | 4          | 1     | 0     | —              | —              | 25     | 4      |
| 2016/17 | AFC       | Tweede divisie | 27         | 2          | 0     | 0     | —              | —              | 27     | 2      |
| 2017/18 | AFC       | Tweede divisie | 28         | 0          | 1     | 0     | —              | —              | 29     | 0      |
| 2018/19 | AFC       | Tweede divisie | 32         | 2          | 3     | 0     | —              | —              | 35     | 2      |
| 2019/20 | AFC       | Tweede divisie | 22         | 0          | 1     | 0     | —              | —              | 23     | 0      |
| 2020/21 | AFC       | Tweede divisie | 5          | 0          | 1     | 0     | —              | —              | 6      | 0      |
| 2021/22 | AFC       | Tweede divisie | 14         | 0          | 1     | 0     | —              | —              | 15     | 0      |
| Totaal  | Totaal    | Totaal         | 214        | 16         | 11    | 1     | 0              | 0              | 225    | 17     |

Bijgewerkt op 24 juni 2025.